# Microphysogobio kiatingensis
Microphysogobio kiatingensis är en fiskart som först beskrevs av Wu, 1930.  Microphysogobio kiatingensis ingår i släktet Microphysogobio och familjen karpfiskar. IUCN kategoriserar arten globalt som livskraftig. Inga underarter finns listade i Catalogue of Life.